# Doylestown (Pennsylvania)
Doylestown is een plaats (borough) in de Amerikaanse staat Pennsylvania, en valt bestuurlijk gezien onder Bucks County. Zoals een groot deel van deze regio ligt Doylestown in een gebied dat werd bewoond door de Lenape tot de komst van Europeanen.
Doylestown dateert van maart 1745 toen William Doyle een vergunning kreeg om een taveerne te bouwen op een kruispunt van wegen. De eerste kerk werd in 1815 gebouwd.

## Demografie
Bij de volkstelling in 2000 werd het aantal inwoners vastgesteld op 8227. In 2006 is het aantal inwoners door het United States Census Bureau geschat op 8211, een daling van 16 (-0,2%).

## Geografie
Volgens het United States Census Bureau beslaat de plaats een oppervlakte van 5,6 km², geheel bestaande uit land. Doylestown ligt op ongeveer 100 m boven zeeniveau.

## Geboren
- P!nk (8 september 1979), zangeres

## Plaatsen in de nabije omgeving
De onderstaande figuur toont nabijgelegen plaatsen in een straal van 12 km rond Doylestown.